# Шарыпов, Сергей Витальевич
Сергей Витальевич Шарыпов (род. 14 апреля 1992 года) — мастер спорта международного класса по лёгкой атлетике (спортивная ходьба). Член сборной России. Многократный призер первенств России по спортивной ходьбе на 10, 20, 35, 50 км. Обладатель кубка Европы 2015 года в командном зачёте на 50 км, проходившем в городе Мурсия (Испания). Бронзовый призер Летней универсиады 2015 в Южной Корее.

## Биография
Родился 14 апреля 1992 года в деревне Серп Алнашского района Удмуртии. Выпускник УдГУ института физической культуры и спорта. 
Бронзовый призер зимнего чемпионата России по спортивной ходьбе 2015 года на 35 км. Серебряный призёр летнего чемпионата России 2016 года на 50 км. Вошёл в состав олимпийской сборной в Рио-де-Жанейро, но не поехал по причине отстранения российских легкоатлетов от Олимпиады. Бронзовый призер турнира Звезды 2016 года в Москве на дистанции 5 км. Серебряный призёр кубка России в Костроме 2016 года на дистанции 35 км. Серебряный призёр чемпионата России 2017 года в ходьбе на 50 км.